# آر۸۰ (کشتی هوایی)
آر۸۰ (به انگلیسی: R80) یک کشتی هوایی ساختِ کارخانهٔ ویکرز در کشور بریتانیا است. این کشتی هوایی برای نخستین بار در ۱۹ ژوئیه ۱۹۲۰ میلادی مورد استفاده قرار گرفت.